# Primul regiment de artilerie pedestră din Gardă
Această unitate de elită este precisă și letala, dar are dezavantajul de a fi vulnerabile la sarjele de cavalerie și atacurile corp la corp. Soldații care manevreaza aceste arme, deși înarmați cu săbii, nu sunt instruiți să se apere în mod eficient. Puterea aici se află în tunuri și plasarea acestora la o distanță discretă de pe hartă este întotdeauna recomandabil. Formata in 1808, Artillerie à Pied a constat în șase companii de tunari și o companie de ouvriers-pontonniers. Acești pontonieri au fost responsabili pentru construirea de punți, permițând artileriei să treacă rapid și în siguranță la pozițiile lor. Pontonierii  puteau construi un pod de pontoane de șaizeci pana la optzeci de punti, unele de 500 de picioare sau 150 de metri lungime, în doar șapte ore. Ei au fost, de asemenea, cunoscuti pentru talentul lor de a improviza si construi punti din orice materiale,daca resursele intarziau.